# Sofian Chahed
Sofian Chahed (født 18. april 1983 i Vestberlin, Vesttyskland) er en tysk/tunesisk tidligere fodboldspiller, der spillede som højre back. Han spillede blandt andet for Hertha Berlin i sin fødeby og Hannover 96.

## Landshold
Chahed, der også besidder tunesisk pas efter sine forældre, besluttede sig for at repræsentere Tunesien på landsholdsplan, og fik debut for holdet den 11. oktober 2009.